# Radoviči
Radoviči so naselje v Občini Metlika.